# Blind Willie McTell (sång)
Blind Willie McTell är en sång skriven av Bob Dylan. Den är uppkallad efter bluessångaren Blind Willie McTell, och är löst baserad på "St. James Infirmary Blues". Den spelades ursprungligen in 1983 i samband med inspelningen av skivan Infidels, men kom aldrig med på detta album, utan släpptes först 1991 som en del av samlingen The Bootleg Series Volumes 1-3 (Rare & Unreleased) 1961-1991.
Låten, som delvis handlar om slaveriet, anses vara Dylans kanske bästa låt under 1980-talet, och det är oklart varför den aldrig kom med som ett ordinarie skivspår.
Ett antal artister har spelat in coverversioner av låten, bland andra The Band och Mikael Wiehe. I Wiehes svenska tolkning heter låten "Blinde Will McTell".

## Album
- The Bootleg Series Volumes 1-3 (Rare & Unreleased) 1961-1991 - 1991
- Blues - 2006
- Dylan - 2007